# Yoma sabina
Yoma sabina är en fjärilsart som beskrevs av Pieter Cramer 1782. Yoma sabina ingår i släktet Yoma och familjen praktfjärilar. Inga underarter finns listade i Catalogue of Life.

## Bildgalleri

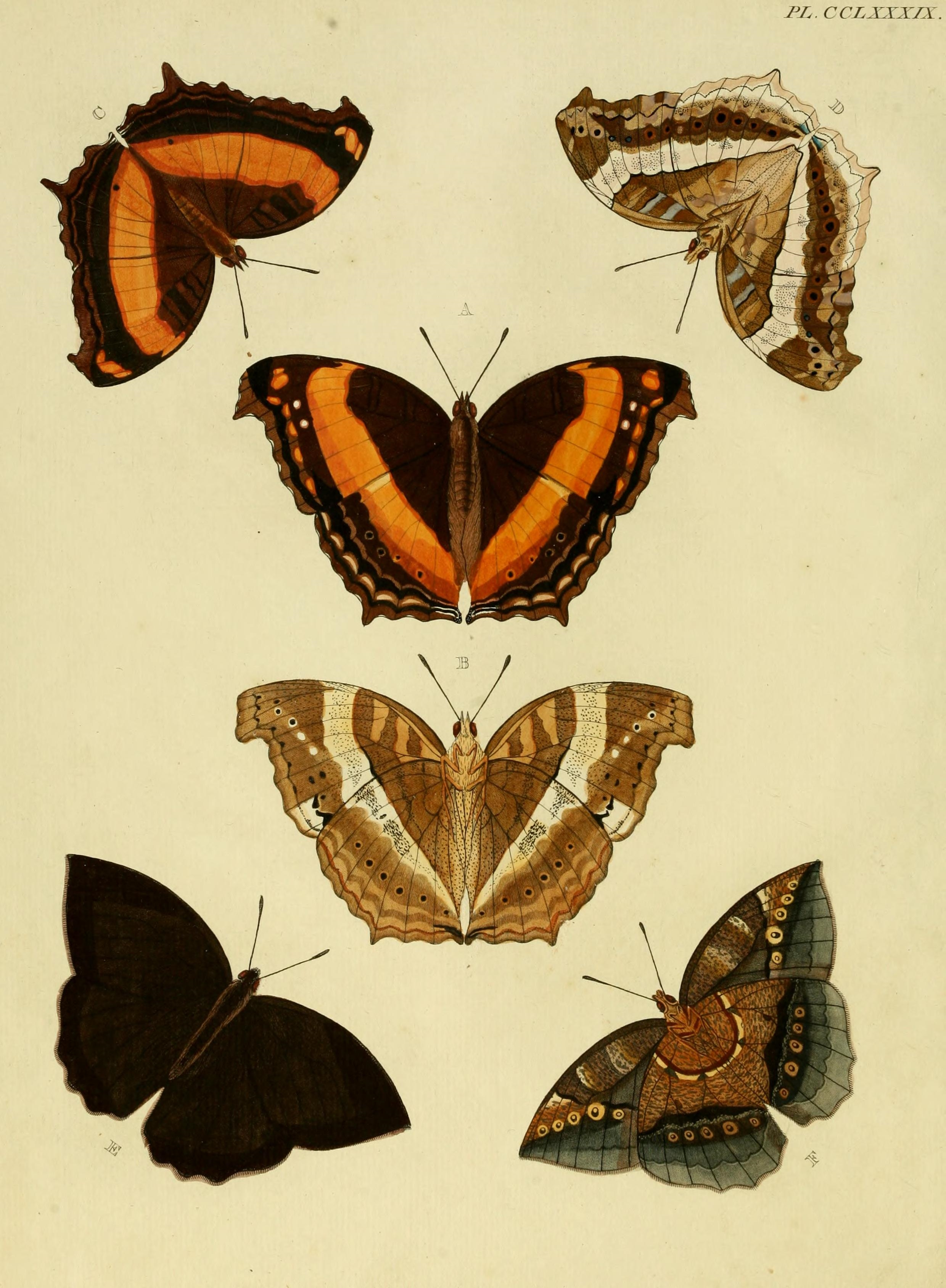
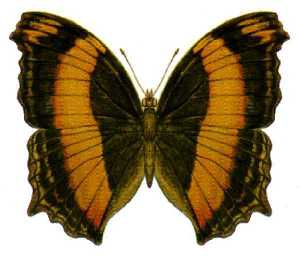